# Años 840
Los años 840 o década del 840 empezó el 1 de enero del 840 y terminó el 31 de diciembre del 849.

## Acontecimientos
- Galicia - (847-850) - Posiblemente Ordoño I reina en Galicia asociado a su padre.
- Sergio II sucede a Gregorio IV como papa en el año 844.
- San León IV sucede a Sergio II como papa en el año 847.
- Sitio de París (845)